# Gulls de San Diego (ECHL)
Pour les articles homonymes, voir Gulls de San Diego (homonymie).
Les Gulls de San Diego sont une franchise professionnelle de hockey sur glace basé à San Diego, situé dans l'État de Californie aux États-Unis. L'équipe a évolué dans la West Coast Hockey League de 1995 à 2003 puis dans l'ECHL de 2003 à 2006.

## Historique
L'équipe fait ses débuts en 1995 dans la West Coast Hockey League (WCHL). Les Gulls sont champions de la WCHL à cinq reprises et remportent la Coupe Taylor (1996, 1997, 1998, 2001 et 2003). En 2003, la WCHL cesse ses activités et l'équipe de San Diego rejoint l'ECHL. Dès sa première saison dans l'ECHL, en 2003-2004, elle remporte la Coupe Brabham remise aux champions de la saison régulière après un bilan de 49 victoires, 13 défaites et 10 défaites en tirs de fusillade pour un total de 108 points mais perd au premier tour des séries 3 matchs à 0 contre les Aces de l'Alaska. Les Gulls cessent leurs activités en 2006 après trois saisons dans l'ECHL.
Durant leur existence, les Gulls ont servi de Club-école pour les Ice Dogs de Long Beach de la Ligue internationale de hockey de 1997 à 1999, les Mighty Ducks de Cincinnati de la Ligue américaine de hockey en 2004-2005, les Mighty Ducks d’Anaheim et l'Avalanche du Colorado de la Ligue nationale de hockey respectivement en 2004-2005 et 2005-2006.

## Personnalités

### Entraîneurs
L'équipe a connu deux entraîneurs au cours de son histoire : Steve Martinson a été l'entraîneur des Gulls de 1995 à 2004 avant d'être remplacé par l'ancien joueur de l'équipe, Martin Saint-Amour, lors des deux dernières saisons, de 2004 à 2006.

## Statistiques

### Saisons dans la WCHL
| Saison    | PJ | V  | D  | DTB | BP  | BC  | Pts | Classement              | Séries éliminatoires                                                                                         |
| --------- | -- | -- | -- | --- | --- | --- | --- | ----------------------- | --- |
| 1995-1996 | 58 | 49 | 7  | 2   | 350 | 232 | 100 | 1re place de la WCHL    | 3-2 Gold Kings de l'Alaska 3-1 Falcons de Fresno Champions de la Coupe Taylor                                |
| 1996-1997 | 64 | 50 | 12 | 2   | 400 | 210 | 102 | 1re place de la WCHL    | 3-1 Fog de Bakersfield 4-0 Aces d'Anchorage Champions de la Coupe Taylor                                     |
| 1997-1998 | 64 | 53 | 10 | 1   | 347 | 198 | 107 | 1re place, division Sud | 3-1 Fog de Bakersfield 4-0 Mustangs de Phoenix 4-1 Sabercats de Tacoma Champions de la Coupe Taylor          |
| 1998-1999 | 71 | 45 | 19 | 7   | 342 | 242 | 97  | 1re place, division Sud | 2-0 Condors de Bakersfield 3-1 Falcons de Fresno 2-4 Sabercats de Tacoma                                     |
| 1999-2000 | 70 | 46 | 16 | 8   | 297 | 221 | 100 | 1re place, division Sud | 3-2 Falcons de Fresno 1-3 Mustangs de Phoenix                                                                |
| 2000-2001 | 72 | 50 | 17 | 5   | 263 | 192 | 105 | 1re place, division Sud | 3-0 Condors de Bakersfield 3-0 Ice Dogs de Long Beach 4-3 Steelheads de l'Idaho Champions de la Coupe Taylor |
| 2001-2002 | 72 | 47 | 22 | 3   | 255 | 209 | 97  | 1re place, division Sud | 3-1 Condors de Bakersfield 1-3 Falcons de Fresno                                                             |
| 2002-2003 | 72 | 45 | 22 | 5   | 245 | 182 | 95  | 2e place de la WCHL     | 4-1 Condors de Bakersfield 4-3 Falcons de Fresno Champions de la Coupe Taylor                                |

### Saisons dans l'ECHL
| Saison    | PJ | V  | D  | DP | DTB | BP  | BC  | Pts | Classement                   | Séries éliminatoires  |
| --------- | -- | -- | -- | -- | --- | --- | --- | --- | ---------------------------- | --------------------- |
| 2003-2004 | 72 | 49 | 13 | -  | 10  | 240 | 177 | 108 | 1e place, division Pacifique | 0-3 Aces de l'Alaska  |
| 2004-2005 | 72 | 35 | 29 | 4  | 4   | 206 | 222 | 78  | 6e place, division Ouest     | Non qualifiés         |
| 2005-2006 | 72 | 34 | 30 | 4  | 4   | 213 | 214 | 76  | 4e place, division Pacifique | 0-4 Falcons de Fresno |